# Huawei Ascend G6
Huawei Ascend G6（アセンド ジーシックス）とは、華為技術（ファーウェイ）によって開発された、第3世代移動通信システムと第4世代移動通信システムに対応したAndroid端末である。日本では2014年6月27日に発売された。
またMVNO会社のIIJとU-mobileからは、SIMカードとセットでの販売を開始した。
後に複数の家電量販店でも販売された。
製品番号は、T00（LTE非対応）、U00（LTE非対応）、L11、L22（日本版）、L33。

## 概要
Ascend G6は、Ascendシリーズに属するモデルのひとつとなる。

ディスプレイは4.5インチのQHD液晶を搭載。内部仕様はSnapdragon 400のチップセットと、1GBのメモリ、8GBのストレージ、32GBまで拡張可能なMicroSDスロットを搭載。背面カメラは800万画素と2014年のモデルの中では控えめとなっているが、前面カメラは500万画素となっている。前面カメラでこの数値は、日本で発売された他のスマートフォンでもワイモバイルの302HWしかなく、群を抜く性能を有している。またSIMフリー仕様なため、複数のネットワークのSIMカードが利用できる。

オペレーティングシステムはAndroid 4.3を搭載し、デフォルトのユーザーインターフェースは「Emotion UI 2.0」と「SIMPLE UI」の2種類が用意されている（任意のホームアプリをインストールする事も可能）。

日本国内での対応周波数はW-CDMAはBAND1/5/8、LTEはBAND1/3

W-CDMAの850MHz帯はBAND6非対応なのでFOMAプラスエリアでの通話は不能（ただしハードウェアは対応している）。またBluetoothを使ったテザリングは親機子機設定共に不能（継続機であるG620Sも同じ）。
日本向けL22は、2014年9月にビルド番号：G6-L22V100R001C635B119へのアップデートが提供された。主に連絡先アプリ、設定、カメラUIにおける日本語表示の不具合を修正。

2015年2月17日にビルド番号：G6-L22V100R001C635B120へのアップデートが提供された。内容は3Gのband8対応（ソフトバンク/Y!mobile網の900MHz音声通話と3Gデータ通信対応）、その他不具合の修正など。